# Zaireichthys dorae
Zaireichthys dorae es una especie de pez de la familia Amphiliidae en el orden de los Siluriformes.

## Morfología
Los machos pueden llegar alcanzar los 2,7 cm de longitud total.
- Número de vértebras: 37.[1][2]

## Hábitat
Es un pez de agua dulce y de clima tropical.

## Distribución geográfica
Se encuentran en África: río Luachimo (cuenca del río Congo).